# 124 Main Street (Barrhead)

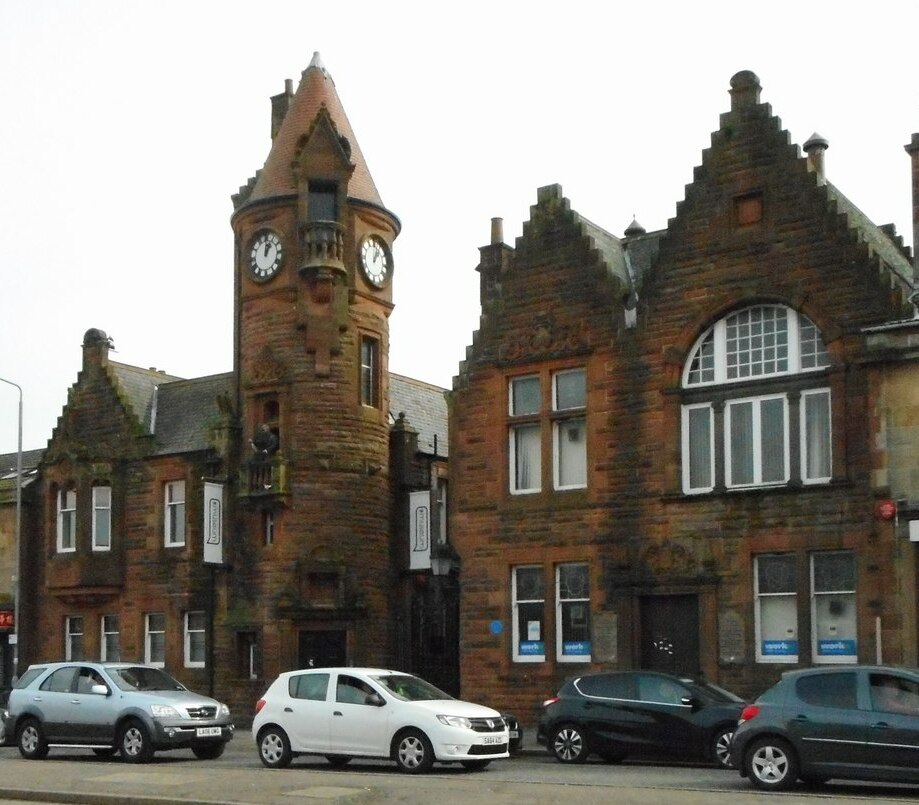
124 Main Street (rechts)

Unter der Adresse 124 Main Street in der schottischen Stadt Barrhead befindet sich ein städtisches Verwaltungsgebäude.

## Geschichte
Das Gebäude wurde zusammen mit dem östlich gelegenen Haus 128 Main Street von den Architekten Ninian McWhannell und John Rogerson geplant, die unter anderem auch für den Freimaurertempel in Barrhead verantwortlich zeichnen. Die Notwendigkeit des Baus ergab sich daraus, dass Barrhead 1894 die Rechte eines Police Burghs erhalten hatte, woraus ein Bedarf an Verwaltungsgebäuden erwuchs. 124 Main Street wurde im Jahre 1902 fertiggestellt und damit zwei Jahre früher als das Nachbargebäude. Es diente als Sitz des Rates von Barrhead. 2004 wurde das Gebäude in die schottischen Denkmallisten in der Kategorie C aufgenommen. Zusammen mit 128 Main Street bildet es außerdem ein Denkmalensemble der Kategorie B.

## Beschreibung
Das Gebäude ist direkt an der Hauptstraße der Stadt gelegen, auf der heute die A736 von Glasgow nach Irvine führt. Der rote Sandsteinbau weist Merkmale der Neorenaissance-Architektur auf und gehört zu den markantesten Gebäuden entlang der Straße. An das westliche Nachbargebäude grenzt er direkt an, während ihn ein Durchgang zu 128 Main Street abgrenzt, der mittels eines zweiflügligen, schmiedeeisernen Tores mit Distel- und Löwenmotiven verschlossen werden kann. Das Gebäude ist zweistöckig gebaut und schließt mit zwei Satteldächern mit Staffelgiebeln ab. Sie sind mit grauem Schiefer gedeckt. Oberhalb der von Blendpfeilern umrahmten Eingangstür ist das Stadtwappen eingelassen. Der Eingangsbereich ist beidseitig von rechteckigen Zwillingsfenstern umgeben, während das rechte Fenster des Obergeschosses einen weiten Bogen beschreibt. Oberhalb dessen ist ein Stein mit dem Baujahr eingelassen.